# 代爾尼采

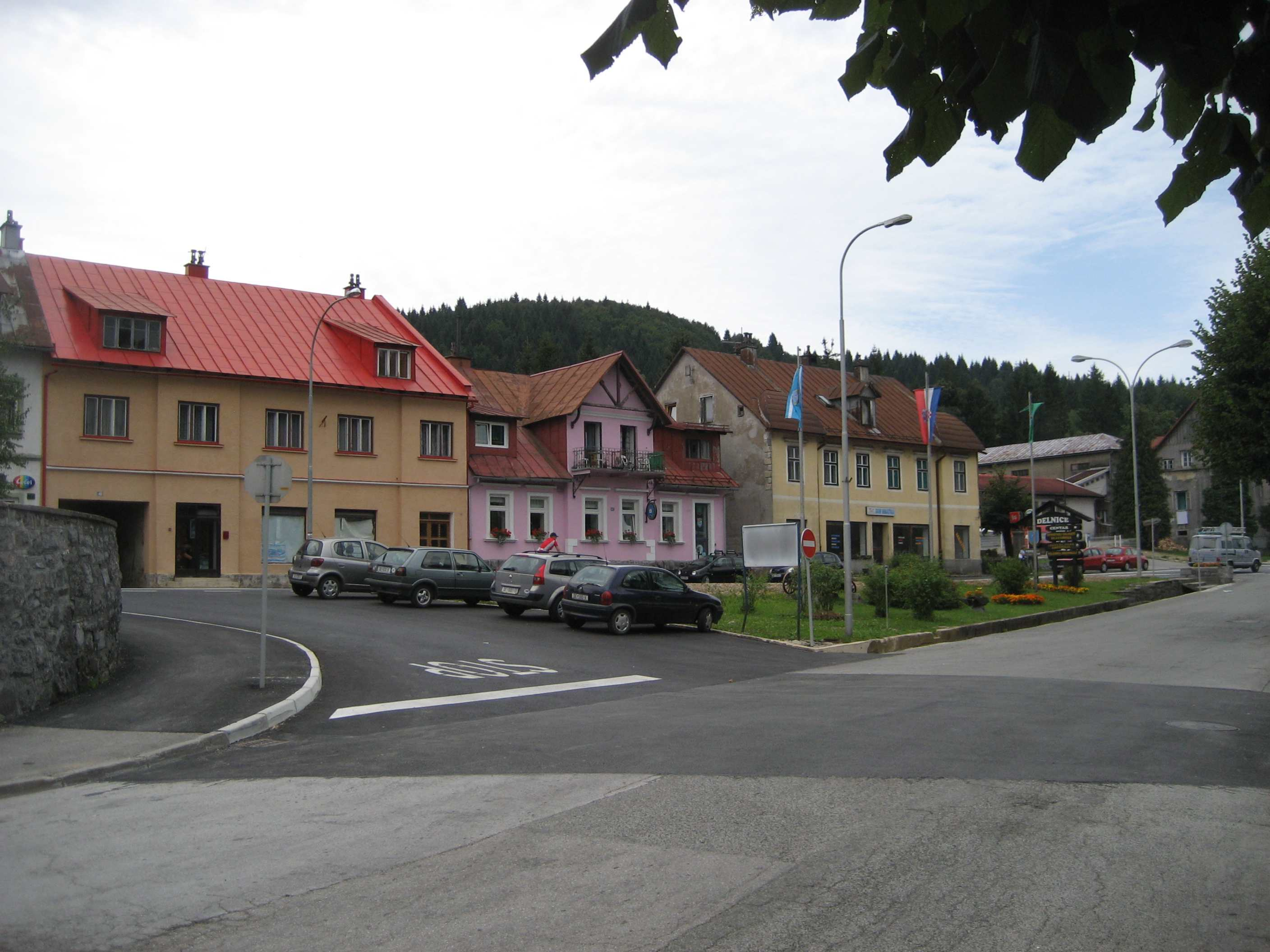

代爾尼采是克羅地亞的城鎮，位於該國西部，由濱海和山區縣負責管轄，面積230平方公里，海拔高度700米，主要經濟活動是旅遊業和林業，2001年人口6,262。

## 外部連結
- Official site*（页面存档备份，存于）

45°24′N 14°48′E / 45.400°N 14.800°E